# خرس عینکی
خرس عینکی (به انگلیسی: Spectacled Bear) که به خرس آندی (به انگلیسی: Andean Bear) هم معروف است نوعی خرس است که در آمریکای جنوبی زندگی می‌کند. این نوع خرس تنها خرسی است که در نیمکره جنوبی زمین زندگی می‌کند. دور چشم این خرس‌ها موهایی با رنگ متفاوت دارد که از دور شبیه عینک به نظر می‌رسد.

## توصیف

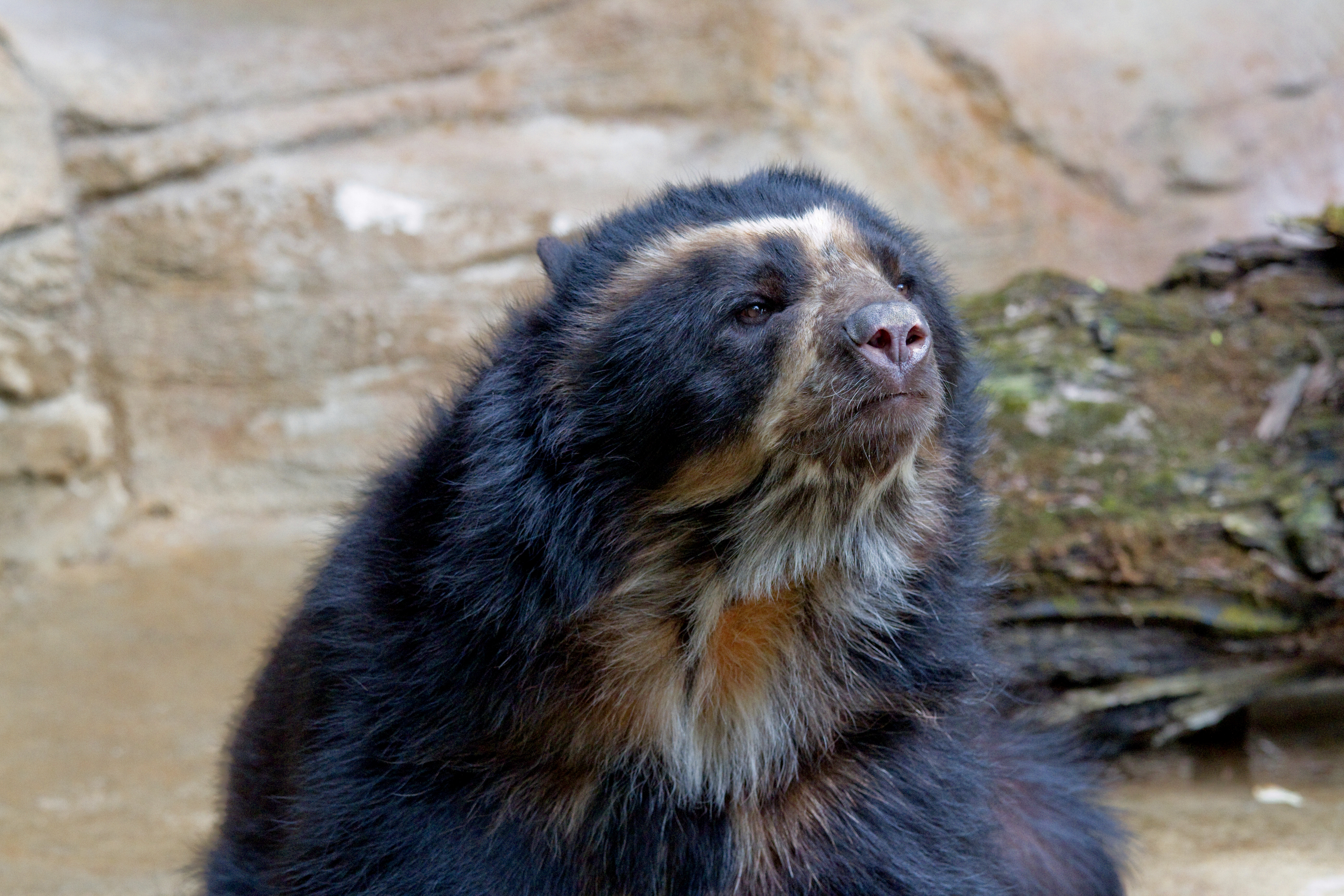
در باغ وحش سینسینتی

خرس عینکی تنها خرس بومی آمریکای جنوبی است و بزرگترین گوشتخوار زمینی در آن قسمت از قاره است، هرچند تنها ۵٪ از رژیم غذایی او از گوشت تشکیل شده‌است.